# Pięciornik srebrny
Pięciornik srebrny (Potentilla argentea) – gatunek rośliny z rodziny różowatych (Rosaceae). Występuje w Azji i Europie. W Polsce jest pospolity.

## Morfologia

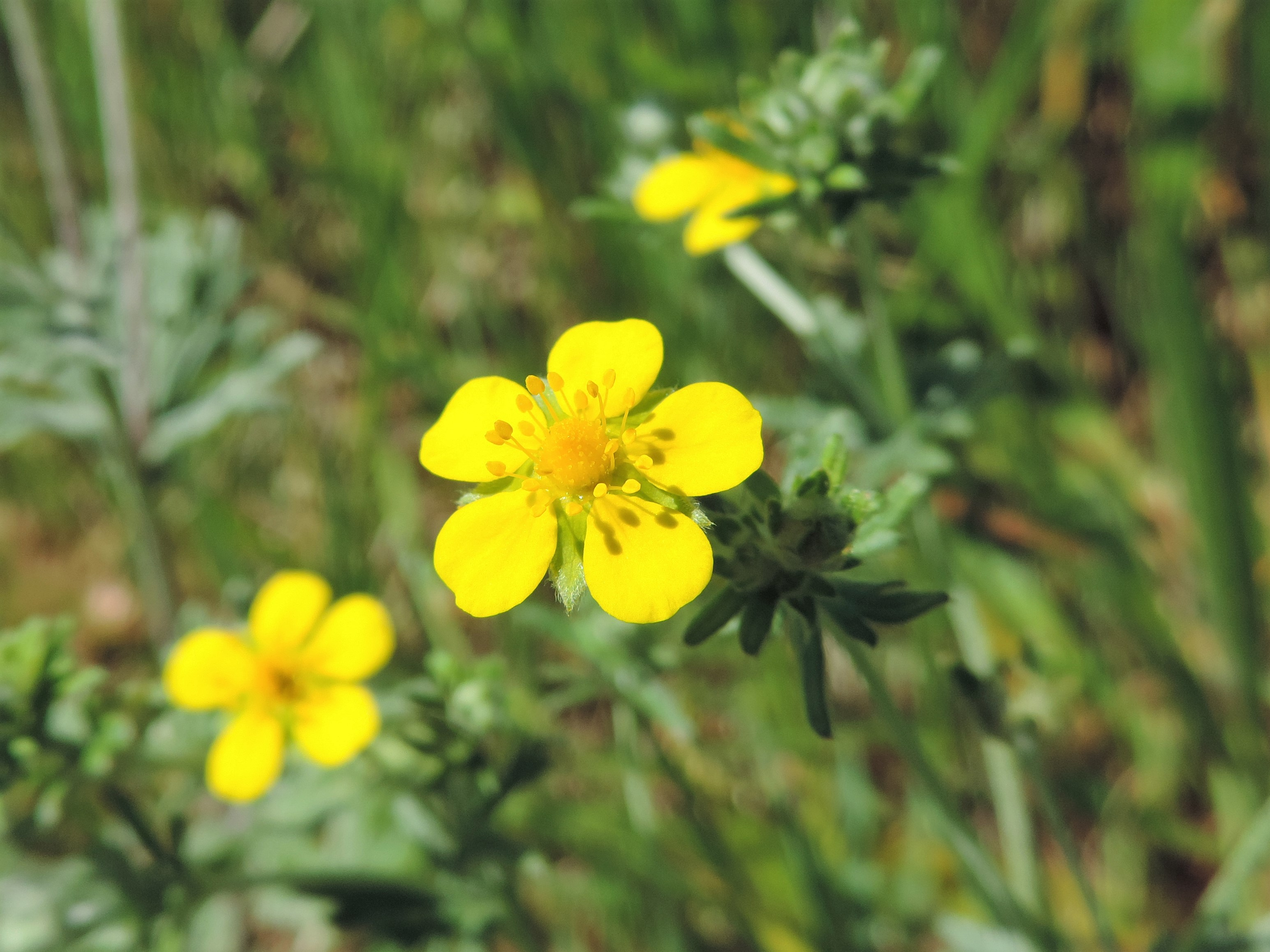
Kwiat

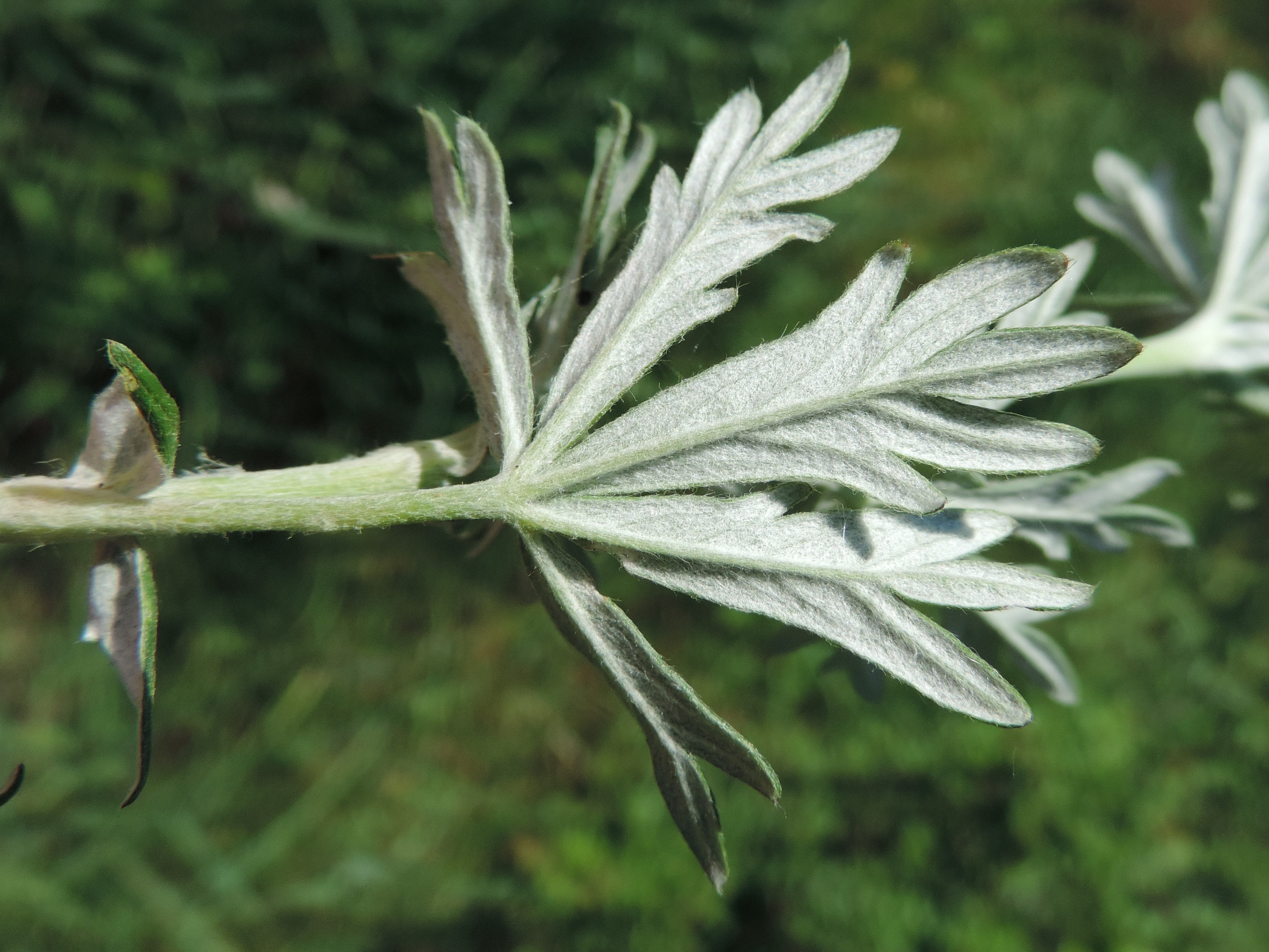
Liść

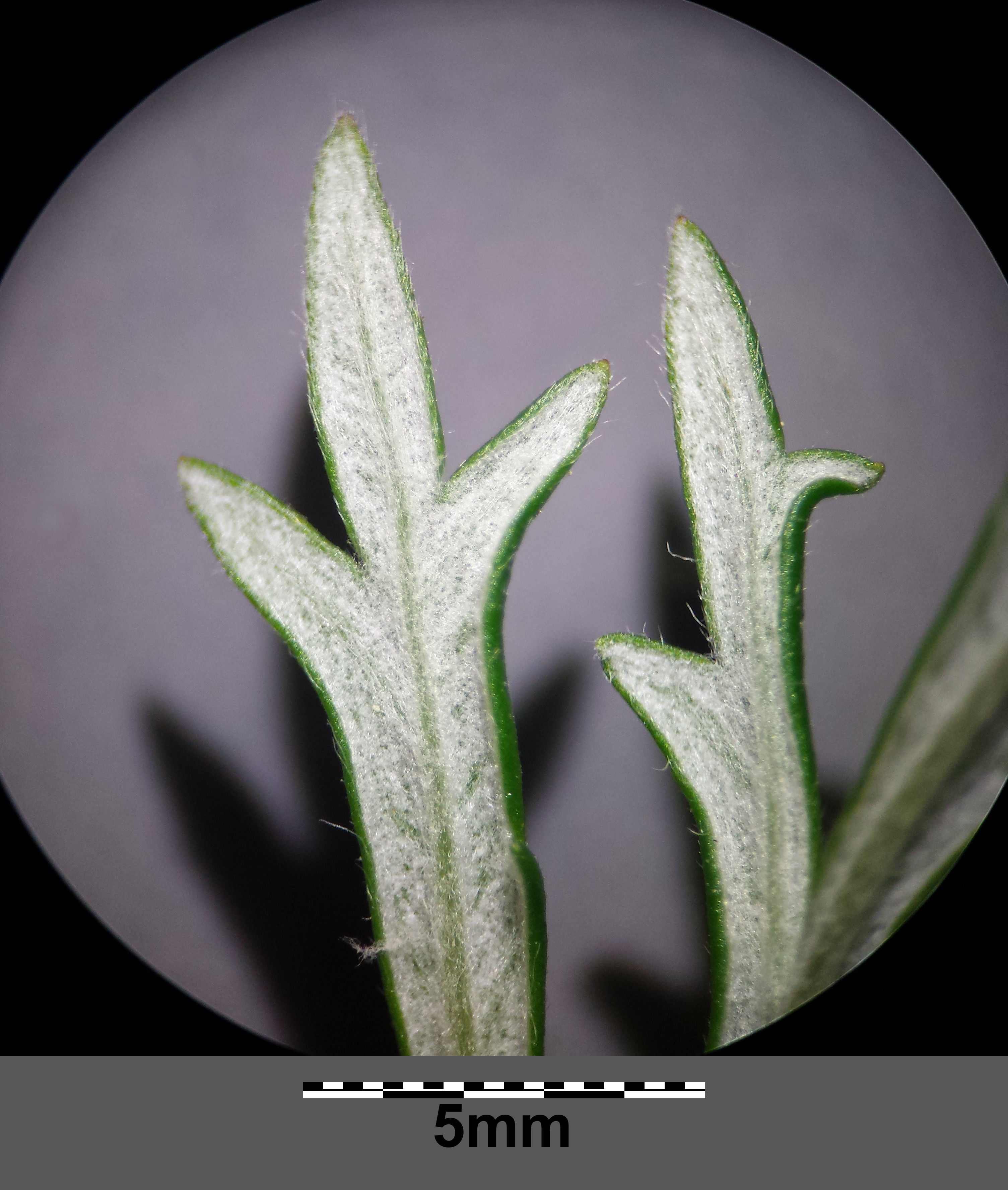
Zawinięty brzeg liścia

ŁodygaBiałokutnerowata.
Liście5-listkowe, dłoniaste. Listki o brzegu podwiniętym, pod spodem białokutnerowate.
KwiatyDość małe, średnicy 1-1,5 cm. Szypułki po kwitnieniu wzniesione lub odchylone, białokutnerowate.

## Ekologia
Siedlisko: przydroża, zręby, zarośla, odłogi piaszczyste; gleby lekkie kamieniste lub piaszczyste, niewapienne; częsta. Bylina.

## Zmienność
- Tworzy mieszańce z pięciornikiem pagórkowym, p. piaskowym, p. siedmiolistkowym, p. siwym, p. wyprostowanym[4].